# Ивоботенко, Борис Алексеевич
Борис Алексеевич Ивоботенко — российский учёный в области электроприводов, доктор технических наук, профессор, дважды лауреат Государственной премии СССР (1967, 1981).

## Биография
Родился 29 февраля 1932 года.
Окончил МЭИ (1955) и до 1957 г. работал на московских заводах.
С 1957 г. в МЭИ. В 1962 г. защитил кандидатскую диссертацию. С 1964 г. старший научный сотрудник, с 1975 г. профессор.
В 1970 г. защитил докторскую диссертацию на тему «Теория дискретного электропривода с шаговыми двигателями». Имеет учёное звание профессора.

## Сочинения
- Шаговые двигатели для систем автоматического управления / В. А. Ратмиров, Б. А. Ивоботенко. — М. ; Л. : Госэнергоиздат, 1962. — 126 с.
- Дискретный электропривод с шаговыми двигателями /Б. А. Ивоботенко, В. П. Рубцов, Л. А. Садовский, В. К. Цаценкин, М. Г. Чиликин; под ред. М. Г. Чиликина. — М. : Энергия, 1971. — 624 с. : ил.
- Планирование эксперимента в электромеханике [Текст] / Б. А. Ивоботенко, Н. Ф. Ильинский, И. П. Копылов. — Москва : Энергия, 1975. — 185 с. : черт.; 20 см.
- Учебное пособие по курсам «Электропривод типовых производственных механизмов» и «Дискретный электропривод» : Шаговый электропривод в робототехнике / Б. А. Ивоботенко, В. Ф. Козаченко; Ред. Л. А. Садовский. — М. : МЭИ, 1984. — 101 с. : ил.; 20 см.

## Награды и звания
Дважды лауреат Государственной премии СССР (в составе коллектива):
- 1967 — за создание и внедрение в промышленность элементов и систем дискретного привода с шаговыми двигателями
- 1981 — за разработку новых принципов, конструкций, технологии производства многокоординатных электроприводов и создание на их основе нового поколения прецизиозного приборного оборудования.

Заслуженный изобретатель РСФСР (1981).